# Kehinde Fatai
Kehinde Abdul Feyi Fatai (* 19. Februar 1990 in Abuja) ist ein nigerianischer Fußballspieler.

## Karriere

### Verein
Kehinde Fatai gehörte in Nigeria dem Anwar-ul-islam College an und spielte für den JUTH FC (Jos University Teaching Hospital Football Club). 2007 ging Fatai nach Europa und schloss sich dem rumänischen Erstligisten Farul Constanța an. Dort spielte er zunächst für die zweite Mannschaft in der Liga III. Am 30. Spieltag der Saison 2007/08 debütierte Fatai für die erste Mannschaft des Vereins. Die folgende Saison endete für Kehinde Fatai in Constanța mit dem Abstieg. Nachdem er mit Farul Constanța in der Saison 2009/10 in der Liga II antrat, kehrte Fatai zur Spielzeit 2010/11 durch einen Wechsel zum Erstligisten Astra Ploiești, der im September 2012 wegen eines Umzugs seinen Namen auf Astra Giurgiu änderte, in die höchste rumänische Spielklasse zurück. In der Saison 2013/14 war er an den belgischen Klub FC Brügge ausgeliehen. Nach seiner Rückkehr gewann er den rumänischen Superpokal. Ab dem Sommer 2015 spielte er eine Saison für Sparta Prag und ging dann nach Russland zum FK Ufa. Hier blieb er bis 2018 und schloss sich dem belarussischen Erstligisten Dinamo Minsk an. Ab dem 15. Januar 2020 spielte er dann erneut für Astra Giurgiu. Wegen Verstoßes gegen die Anti-Doping-Bestimmungen wurde er allerdings im April zunächst vom Verein suspendiert und schließlich für ein Jahr gesperrt. Im Oktober 2021 nahm ihn dann der rumänische Erstligist FC Argeș Pitești bis zum Saisonende unter Vertrag. Anschließend ging Fatai im Sommer 2022 weiter zum FK Turan nach Kasachstan, den er nach einem halben Jahr Anfang 2023 jedoch wieder verließ. Stattdessen kehrte er erneut nach Rumänien zurück und schloss sich dem Zweitligisten Oțelul Galați an, mit dem er im Sommer in die erste Liga aufstieg. Anfang 2024 verpflichtete ihn der griechische Zweitligist AE Larisa.

### Nationalmannschaft
Mit der nigerianischen U20-Nationalmannschaft nahm Fatai an der U20-Weltmeisterschaft 2009 teil, bei der die Mannschaft im Achtelfinale gegen Deutschland ausschied. Er selbst kam dabei in den drei Gruppenspielen zum Einsatz und erzielte einen Treffer. Im Mai 2011 wurde Kehinde Fatai für ein Freundschaftsspiel gegen Costa Rica und ein Qualifikationsspiel zur U23-Afrikameisterschaft gegen Tansania im Juni 2011 in die nigerianische U23-Nationalmannschaft berufen.

## Erfolge
- Rumänischer Superpokalsieger: 2014